# 永不枯萎的世界與終焉之花
《永不枯萎的世界與終焉之花》是SWEET&TEA在2016年11月25日發售的戀愛冒險類型成人遊戲。

## 故事簡介
修和蓮來到了一個百花齊放的城鎮，但因為兩人都沒錢，只能過著餐風露宿的生活，此時鎮上的咖啡廳「Famille」的店長春向兩人伸出了援手，除了給他們餐點外，還把咖啡廳的二樓借給他們居住，並向兩人提出在咖啡廳工作的邀請。某天深夜，修在出外散步時，遇見了春把女孩子變成花的場景，而春向修說明這是讓她延續生命唯一的方法，也讓修決定絕對要拯救春。

## 登場角色
修
作品男主角，和蓮在鎮上過著流浪生活時受到春的幫助，並開始在咖啡廳工作，擅長製作麵包。
原名「秋人」，與春、琴瀨、雪菜三姐妹以前曾住在一起，為了讓三人從必須把人變成花才能延續生命的折磨中解放而回到鎮上。
春（聲：澤澤砂羽）
三姐妹的次女，個性從容。在「Famille」負責製作蛋糕與甜點。有每天寫日記的習慣，但都會因此睡過頭。
琴瀨
三姐妹的長女，擅長照顧人，喜歡讀書，在「Famille」負責泡紅茶，並在家裡栽種紅茶樹。
雪菜（聲：谷若葉）
三姐妹的末妹，個性活潑，在「Famille」從事接待客人與製作飾品的工作，同時也擅於製作書籤。
蓮（聲：秋野花）
和修一起旅行的少女，性格天真活潑，跟修一起住在咖啡廳「Famille」的二樓，被春三姐妹當成妹妹疼愛。真實身份為管理世界的月虹花的化身，為了完成修拯救眾人的心願而與修同行

## 主題曲
片頭曲
作詞：雪仁，作曲、編曲：水城新人，主唱：AiRI
片尾曲
作詞：雪仁，作曲、編曲：水城新人，主唱：相良心

## 評價
《永不枯萎的世界與終焉之花》在Getchu.com舉辦的美少女遊戲大賞2016中獲得綜合部門第20名、角色部門蓮第13名、音樂部門第3名。於2016年度「萌系遊戲大賞」獲得月間賞及新品牌賞並於年間排名獲得第22名。

## 外部連結
- 永不枯萎的世界與終焉之花遊戲官網 （页面存档备份，存于）（日語）
- 《永不枯萎的世界與終焉之花》在視覺小說數據庫的頁面 （英文）